# 론 하거시

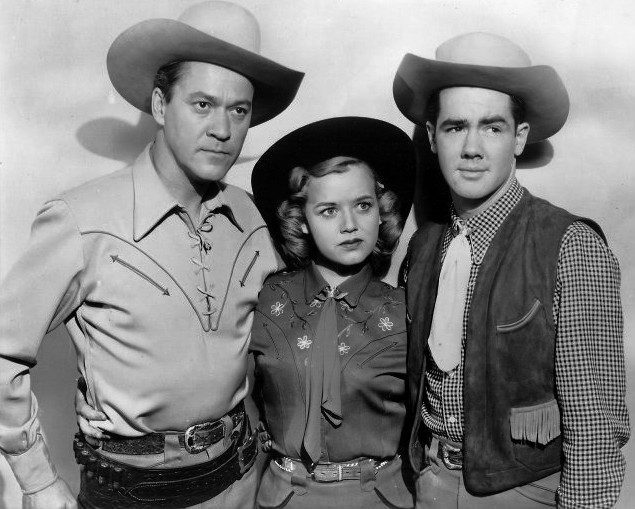

론 하거시(Ron Hagerthy, 1932년 3월 9일 ~ )는 미국의 사업가, 배우, 텔레비전 배우이다.
사우스다코타주에서 태어났다.

## 영화
- 건스 오브 디아블로 (1965년)
- 존 웨인의 기병대 (1959년)
- 딜론 보안관 (1955년)
- 용감한 린티 (1954년)
- 달려라 래시 (1954년)
- 타이타닉의 최후 (1953년)
- 스타리프트 (1951년)
- 론 레인저 - 49년 시리즈 (1949년)